# Stadtmauer (Bad Reichenhall)

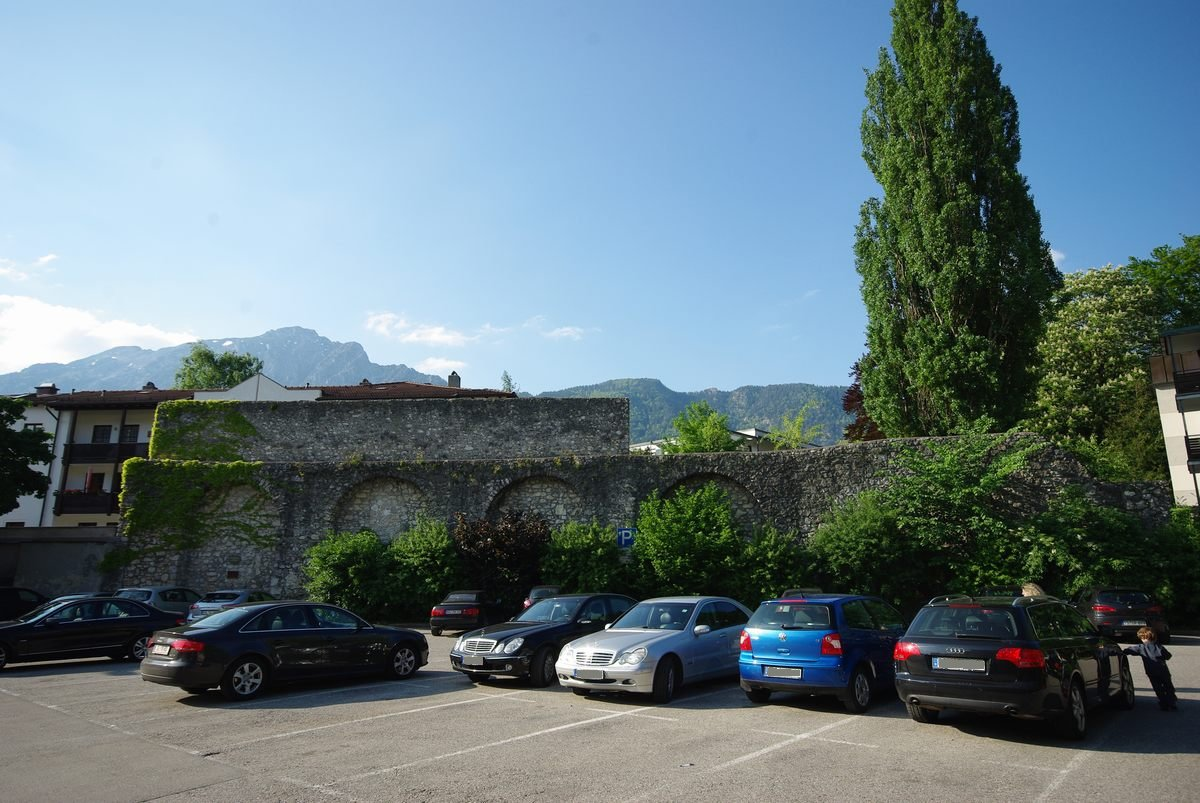
Mauerrest am Spitalparkplatz

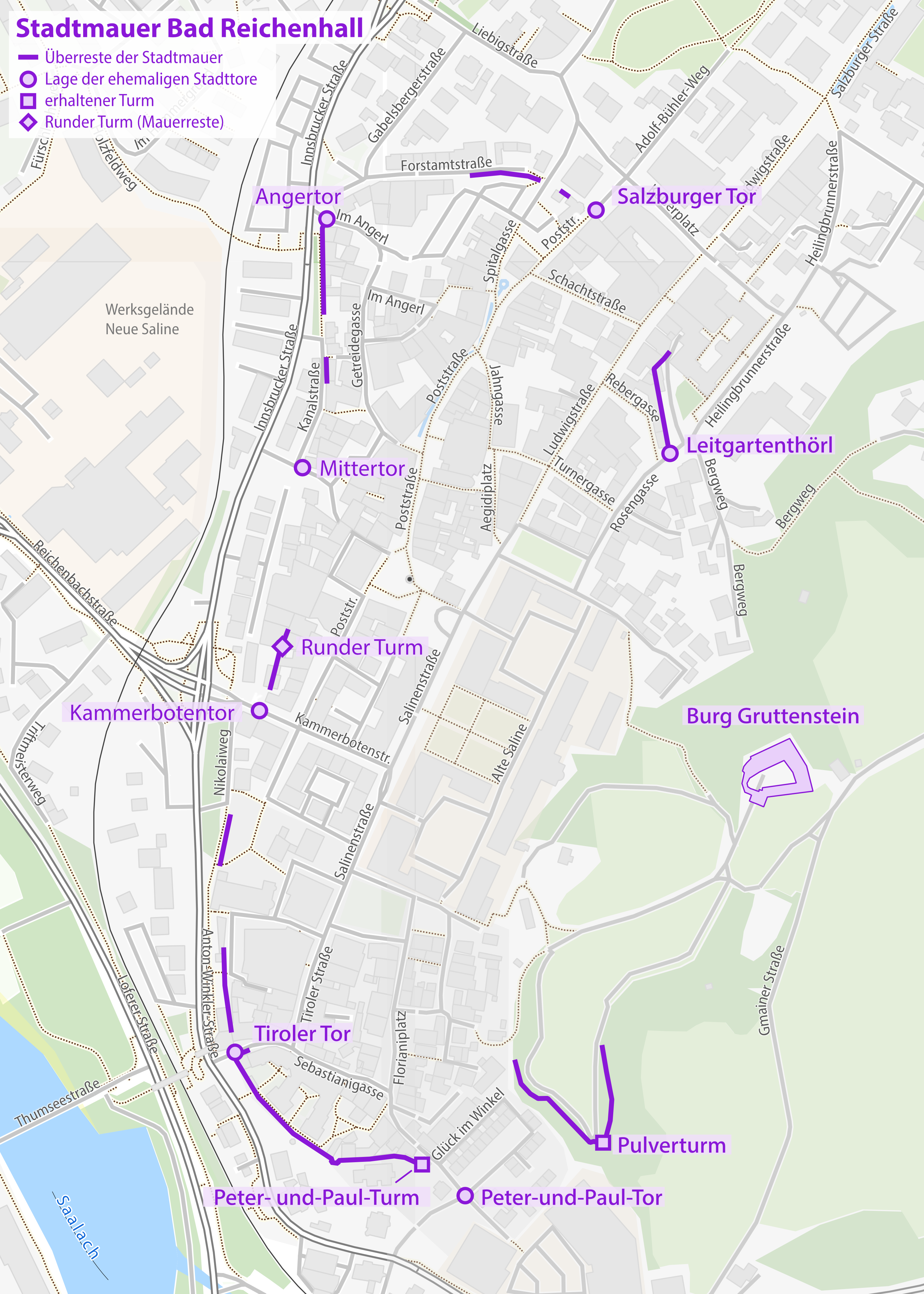
Karte der Mauerüberreste

Die Stadtmauer von Bad Reichenhall wurde ab den 1220er Jahren rund um die Stadt zum Schutz der Solequellen errichtet.
Alle Mauerreste der Stadtmauer stehen unter Denkmalschutz und sind mit der Nummer D-1-72-114-228 in der bayerischen Denkmalliste eingetragen.

## Geschichte

### Vorgeschichte

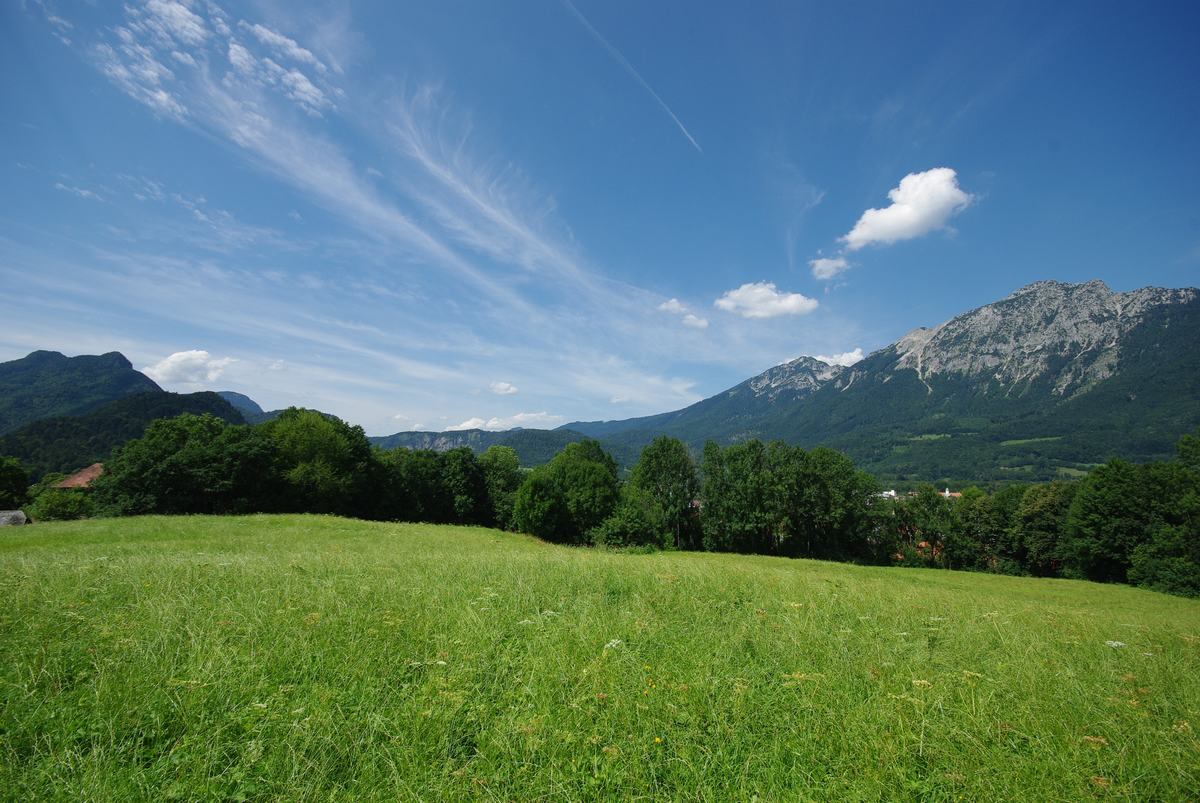
Blick über den Streitbichl

In einer Papsturkunde des Jahres 1144 wurde Bad Reichenhall bereits als castrum (Kastell) bezeichnet, was auf das Vorhandensein von Wehranlagen hinweist. Dies dürfte ein befestigter Wohnsitz der Hallgrafen auf dem Gruttenstein – direkt oberhalb der Reichenhaller Solequellen – gewesen sein. 1196 wurde Bad Reichenhall, die Burg auf dem Gruttenstein sowie weitere befestigte Anlagen im Reichenhaller Talkessel durch den Salzburger Erzbischof zerstört, eine Reaktion auf die Zerstörung der Stadt durch die Grafen von Plain im Jahre 1168. Der Erzbischof versuchte, durch die Errichtung der Hallburg auf dem Streitbichl, seine Macht in Reichenhall nachhaltig zu festigen. 1218 wurde die Burg Gruttenstein vom Bayernherzog wieder aufgebaut. Obwohl der Erzbischof mehrmals die Schleifung der Anlage forderte und auch Recht bekam, überdauerte Gruttenstein die Zeit und existiert noch heute. In den 1220er Jahren folgte der Bau der Stadtbefestigung mit mehreren Türmen, in die Gruttenstein als höchster Punkt der Anlage mit einbezogen wurde. In der Folge wurde die salzburgische Hallburg isoliert, verlor an Bedeutung und verschwand nach relativ kurzer Zeit.
Die Stadtmauer blieb über viele Jahrhunderte hinweg größtenteils unverändert. Auch wenn kriegerische Auseinandersetzungen oder schwere Brand- oder Flutkatastrophen die Stadt heimsuchten, hat die Stadtmauer diese überdauert.

### Tiroler Volksaufstand
Obwohl militärisch bereits längst veraltet, bewährte sich die Stadtmauer von Bad Reichenhall ein letztes Mal während des Tiroler Volksaufstandes. Am 26. September 1809 schlossen die Tiroler unter Josef Speckbacher die Stadt ein, in der dreieinhalb Bataillone Infanterie, eine Batterie Artillerie, eine Dragoner-Eskadron sowie die Bürgerwehr lagen. Zuvor waren sämtliches Vieh, Getreide, Mehl und Brot aus Melleck, Schneizlreuth, Fronau, Jettenberg und Karlstein sowie den Einödhöfen in diesen Gebieten in der Stadt in Sicherheit gebracht worden, um „den Rebellen die Mittel zur Fortsetzung des Widerstandes […]“ zu nehmen.
In Reichenhall verstärkte man die Haupttore mit zusätzlichen Laufgräben und Artillerie, die kleineren Tore wurden verrammelt. Von der Staufenbrücke wurden zwei Joche abgetragen, der Nonner Steg komplett entfernt. Auf dem Streitbichl oberhalb der Stadt ging eine Batterie mit vier Geschützen in Stellung.
Unter dem Kommando von General Rechenberg wurde die Stadt bis zum 16. Oktober erfolgreich verteidigt. Ab dem 16. Oktober brachten sich die Verteidiger für einen Gegenangriff in Stellung. Der kgl. Salinen-Oberinspektor Reiner bot alle verfügbaren Förster, Jäger, Holzknechte und Gebirgsschützen auf, die unter dem Kommando des Revierförster Ferstl, dem Jaga-Steffi und dem Kugelbachbauern Paurögger die gegnerischen Stellungen umgingen und sich diesen auf Schleichwegen näherten. Am 17. Oktober gingen diese, unterstützt durch die Truppen aus der Stadt unter dem Kommando von Oberst Ströhl, König Ludwig I., welcher damals noch Kronprinz war, und General Rechenberg zum Gegenangriff über und vernichteten die Tiroler. Die Kavallerie verfolgte die Tiroler, die etwa die Hälfte ihrer 1500 Gebirgsschützen verloren, bis nach Lofer. Speckbacher entkam, sein 11-jähriger Sohn wurde am Steinpaßtor bei Melleck gefangen genommen.
Bei einem späteren Besuch von König Maximilian I. wurden mehrere Reichenhaller Bürger mit Tapferkeitsmedaillen ausgezeichnet und der König überließ der Stadt zur Erinnerung eine Feldschlange, die sich heute in der Sammlung des Städtischen Heimatmuseums befindet.

### Veränderungen nach 1834
Erst der große Stadtbrand von 1834 brachte viele Veränderungen mit sich. Nur ein Dutzend der ehemals über 300 Häuser war von den Flammen verschont geblieben und die ebenfalls in Mitleidenschaft gezogene Stadtmauer stand der Neuplanung und modernen Neuausrichtung der Stadt im Wege. Es wurden Tore, Türme und weite Teile der Mauer abgebrochen, um Platz für Häuser und großzügige Zufahrtsstraßen zu schaffen. 
Nachdem durch die Errichtung des Saalachkraftwerks ab 1914 das Wasser für die Stadtbäche fehlte, wurden die nicht mehr benötigten Kanäle größtenteils verfüllt und auch die dortige Umgebung umgestaltet. Direkt am Weisgerberbach (teilweise heutige Innsbrucker Straße) befand sich am Zugang zum Angerl der Waseneggerturm mit Tor. Beides wurde 1915 abgebrochen.
Den letzten großen Schaden richtete der Luftangriff auf Bad Reichenhall am 25. April 1945 an der Stadtmauer an. Unter anderem wurde der Runde Turm zerstört, von dem sich heute noch letzte Fragmente in einem Innenhof an der Poststraße befinden.

## Beschreibung

Historischer Stadtplan von 1817 mit Verlauf der Stadtmauer

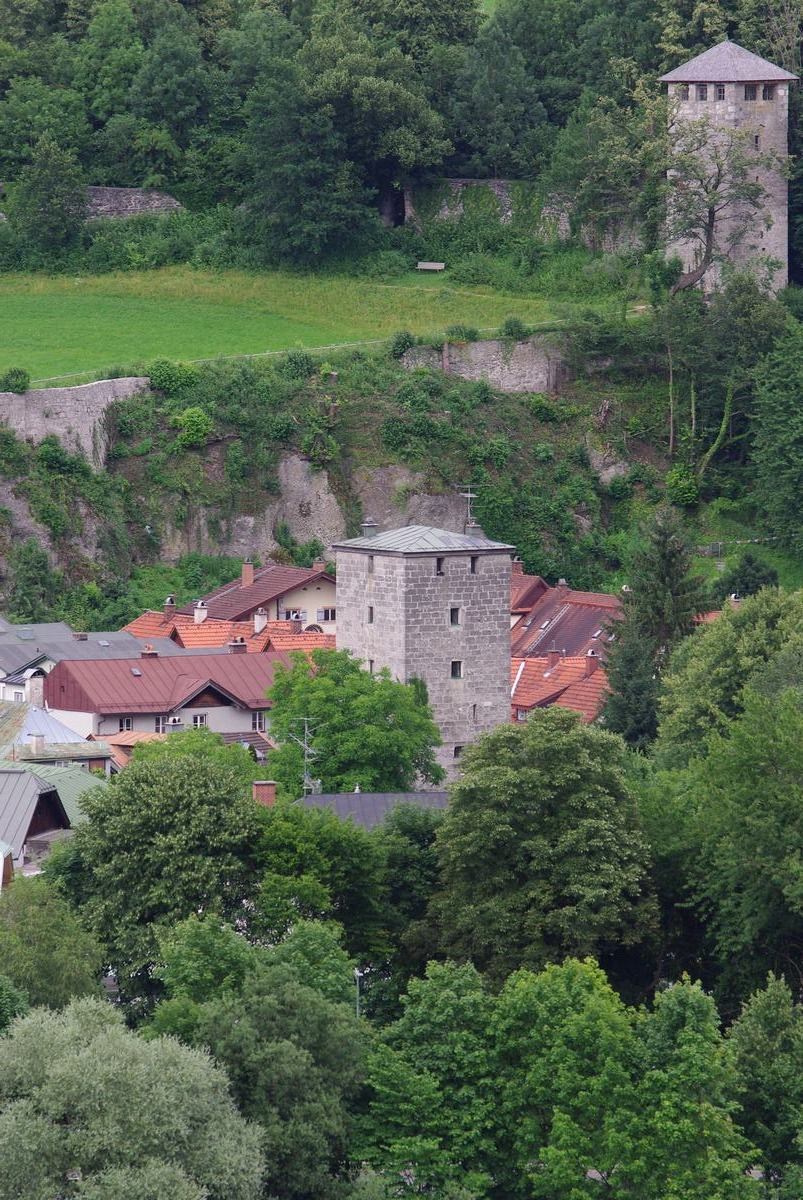
Türme der Stadtmauer

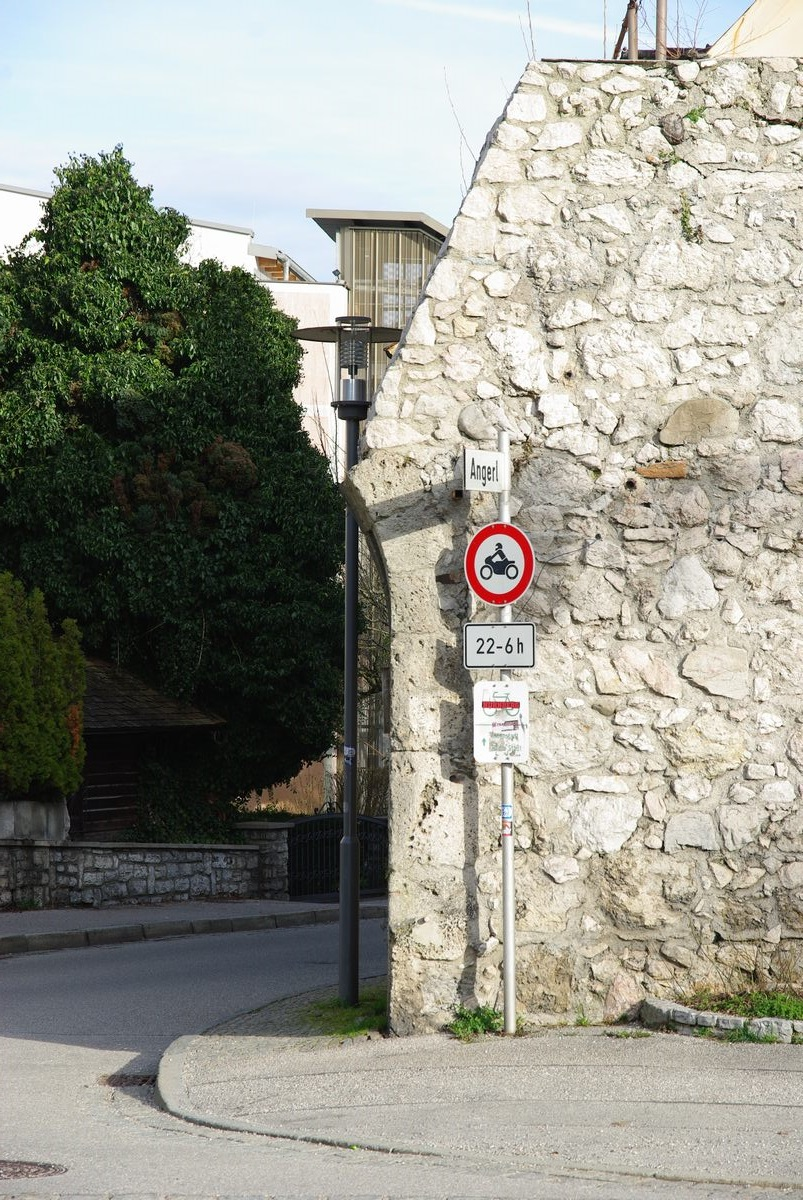
Reste des Angertors am Angerl

### Verlauf
Die Stadtmauer umschloss die Stadt mit ihren Solequellen, Salzsieden und Wohnhäusern. Von der Burg Gruttenstein verlief sie in südlicher Richtung entlang mehrerer Wehrtürme zum vollständig erhaltenen Pulverturm, von dort folgte sie dem Gelände und den Felsen Richtung Westen und weiter in südlicher Richtung zum ebenfalls erhaltenen Peter-und-Paul-Turm. Von dort verlief die Mauer in etwa entlang der heutigen Anton-Winkler-Straße zuerst westlich und dann nördlich in einem Bogen bis zur Pfarrkirche St. Nikolaus, von dort in nördlicher Richtung weiter entlang des heutigen Nikolaiwegs, der Innsbrucker Straße und der Kanalstraße bis zum ehemaligen Wasenegger- oder Angertürl. Von dort folgte die Mauer in nordöstlicher Richtung entlang der heutigen Forstamtstraße und weiter in Richtung Westen bis zur Spitalkirche. Das letzte Teilstück verlief in fast südlicher Richtung zur Rosengasse und dem heutigen Café Reber und über die Bergstraße zurück zur Burg Gruttenstein.
Westlich der Stadt, dem Verlauf der heutigen Anton-Winkler-Straße, Kanalstraße und unteren Innsbrucker Straße folgend, befanden sich bis zum Anfang des 20. Jahrhunderts Stadtbäche und der Triftkanal, die wie ein Wassergraben zusätzlichen Schutz boten.

### Burgen
Die Burg Gruttenstein liegt direkt oberhalb der alten Solequellen von Bad Reichenhall. Die vorherige Anlage wurde 1196 durch den Erzbischof von Salzburg zerstört, 1218 jedoch begann der Bayernherzog damit, eine neue Burg dort zu errichten. Diese wurde später als einzige befestigte Anlage der Stadt – abgesehen von den Geschlechtertürmen – mit in die Stadtbefestigung mit eingezogen und bildete den höchsten Punkt der Stadtbefestigung. Später diente Gruttenstein auch als Sitz für herzoglich-bayerische Salinenbeamte, weshalb die Burg teilweise umgebaut und repräsentativer gestaltet wurde. Mit zum Teil vergrößerten Fenstern erhielt diese auch einen wohnlichen Charakter und wird deshalb auch Schloss Gruttenstein bezeichnet.

### Türme
Von den ursprünglich bis zu 14 Türmen der Stadtbefestigung sind heute nur noch zwei erhalten. Der Pulverturm und der Peter-und-Paul-Turm bilden das südöstliche Ende der Stadtbefestigung und liegen nur etwa 100 Meter voneinander entfernt.
Der Pulverturm, in dem lange Zeit auch Schießpulver gelagert wurde, befindet sich auf dem Gruttenstein knapp 300 Meter südlich der Burg Gruttenstein und ist heute eines der ältesten Gebäude der Stadt. Der Turm ist gut erhalten, steht jedoch leer.
Am Peter-und-Paul-Turm befand sich früher auch das Peter-und-Pauls-Tor. Der Name kommt von zwei Kirchen, die dem Hl. Petrus und dem Hl. Paulus geweiht waren und bis kurz nach 1800 außerhalb der Stadtmauer standen. Sie fielen jedoch dem Zerstörungswerk der Säkularisation zum Opfer. Der Peter-und-Paul-Turm wird heute als Wohnhaus genutzt.
Die Mauer südlich der Burg Gruttenstein war früher mit sechs Türmen bewehrt, von denen heute nur noch der Pulverturm steht. Auf der Erhebung südlich des Pulverturms befand sich früher ein mächtiger Rundturm. Der Waseneggerturm, der auch Bürgerturm hieß, diente bis ins 17. Jahrhundert zur Inhaftierung von Bürgern, später wurden diese im Spitalturm in der Nähe der Spitalkirche festgesetzt. Der Runde Turm in der heutigen Poststraße wurde beim Luftangriff auf Bad Reichenhall schwer in Mitleidenschaft gezogen, heute sind davon nur noch Mauerreste in einem Innenhof vorhanden.

### Geschlechtertürme
Innerhalb der Stadtbefestigung entstanden mindestens zwei befestigte Anlagen, sog. Geschlechtertürme, wie man sie vor allem aus der Toskana kennt. Tauerstein war im Besitz der reichen Salzsiederfamilie Taurer und wurde erstmals 1252 urkundlich erwähnt. Der Turm war strategisch so angeordnet, dass die Solequellen zwischen Tauerstein und der Burg Gruttenstein lagen. Der Turm Rutzenlachen gehörte der Salzsiederfamilie Rutzenlacher und lag etwa auf halber Strecke zwischen der Pfarrkirche St. Nikolaus und dem Tiroler Tor. Dieser konnte als Schutz des Dingviertels gedient haben. Das Fundament eines weiteren Turms wurde 2017 bei Bauarbeiten in der ehemaligen Ford-Niederlassung der Fa. Prechter im Angerl entdeckt. Der Turm dürfte jedoch schon im 16. Jahrhundert abgebrochen worden sein.

### Tore
Sieben Tore ermöglichten früher den Zugang zur Stadt. Das südöstlichste, das Peter-und-Paul-Tor befand sich direkt am Peter-und-Paul-Turm. Etwas weiter nördlich, an der Einmündung der Tiroler Straße in die Anton-Winkler-Straße, lag das Tiroler Tor, das auch Oberes Thor hieß. Durch dieses verließen die Reisenden in Richtung Tirol die Stadt. Das Kammerbotentor hatte seinen Namen von den Boten des Herzogs, die durch dieses Tor in die Stadt kamen, wenn sie zur Saline gesandt wurden. Es befand sich in etwa am nördlichen Ende der heutigen Kammerbotenstraße. Das Mittertor (auch Waseneggertor oder Schlaiztor) lag etwas weiter nördlich am heutigen Zugang zum Wörgötterplatz. Das Angertor, von dessen Bogen noch letzte Mauerreste an der Ecke Im Angerl und Innsbrucker Straße erkennbar sind, hieß auch Salzmaiertor. Die Salzmaier waren die Beamten der Salinenverwaltung, deren Verwaltungsgebäude – die heutige Polizeiinspektion an der Poststraße – in der Nähe des Angerls lag. Das Salzburger Tor, das in Richtung Salzburg führte, befand sich am nördlichen Ende der heutigen Poststraße, direkt neben der Spitalkirche. Der Turm des Salzburger Tors soll der größte der Stadtmauer gewesen sein und war – ähnlich einem Kirchturm – mit einer Uhr ausgestattet. Das Leitgarten-Thörl befand sich am nördlichen Ende der heutigen Rosengasse. Von dort gelangte man in den Leitgarten, wo Reichenhaller Bürger Lebensmittel anbauten. 
Von den ehemaligen Toren der Stadtbefestigung sind heute keine mehr vorhanden.

## Erhaltene Teile
Außer Mauerteilen sind von der Stadtmauer nur noch die Burg Gruttenstein sowie der Pulverturm und der Peter-und-Paul-Turm erhalten.
Mauerteile finden sich
- nördlich und westlich des Pulverturms
- westlich des Peter-und-Paul-Turms entlang der Anton-Winkler-Straße in nördlicher Richtung bis zur Einmündung der Tiroler Straße
- nördlich und südlich der Nikolauskirche
- Reste in einem Innenhof Ecke Poststraße/Kammerbotenstraße mit einem Rest des Runden Turms
- ab der Mitte der Kanalstraße entlang der Innsbrucker Straße in nördlicher Richtung bis zum Angerl mit einem noch erkennbaren Ansatz des Bogens des Waseneggertors
- am östlichen Ende der Forstamtstraße
- direkt angeschlossen an die Spitalkirche
- vom westlichen Ausgang der Dianapassage in südlicher Richtung bis zur Rosengasse.

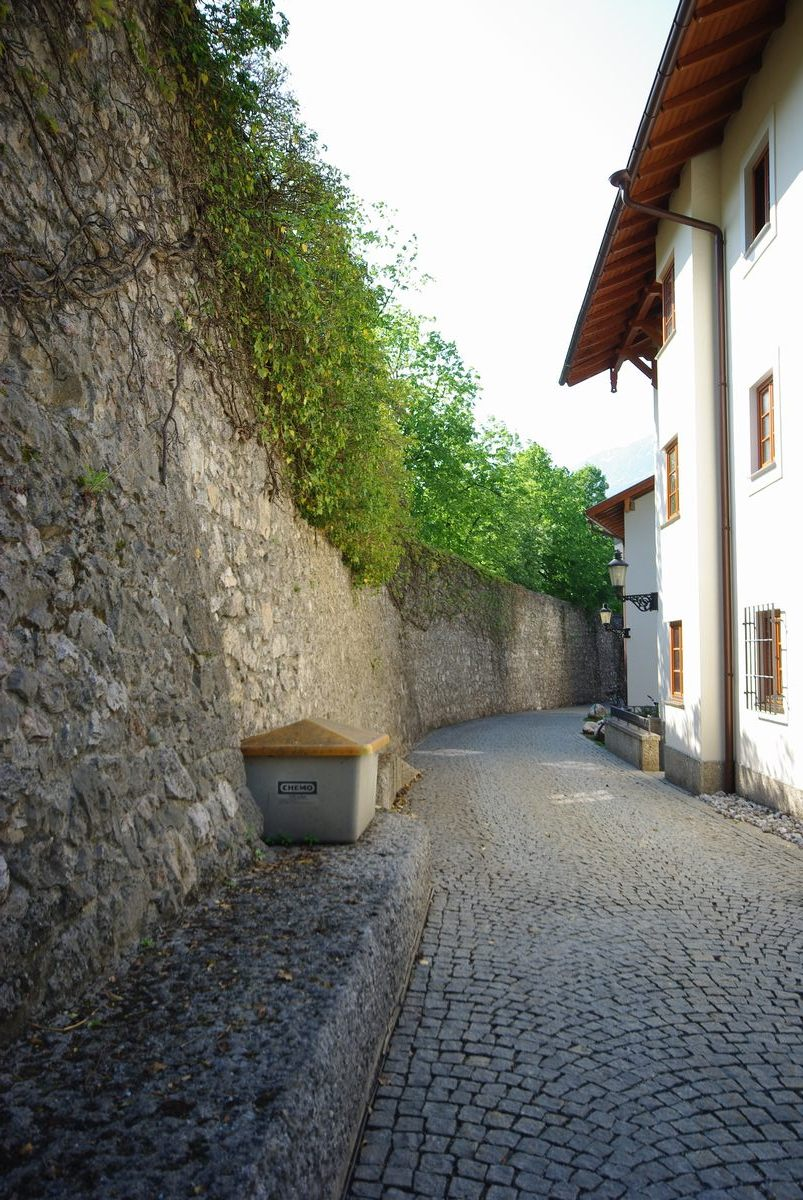
Nähe Sebastianigasse
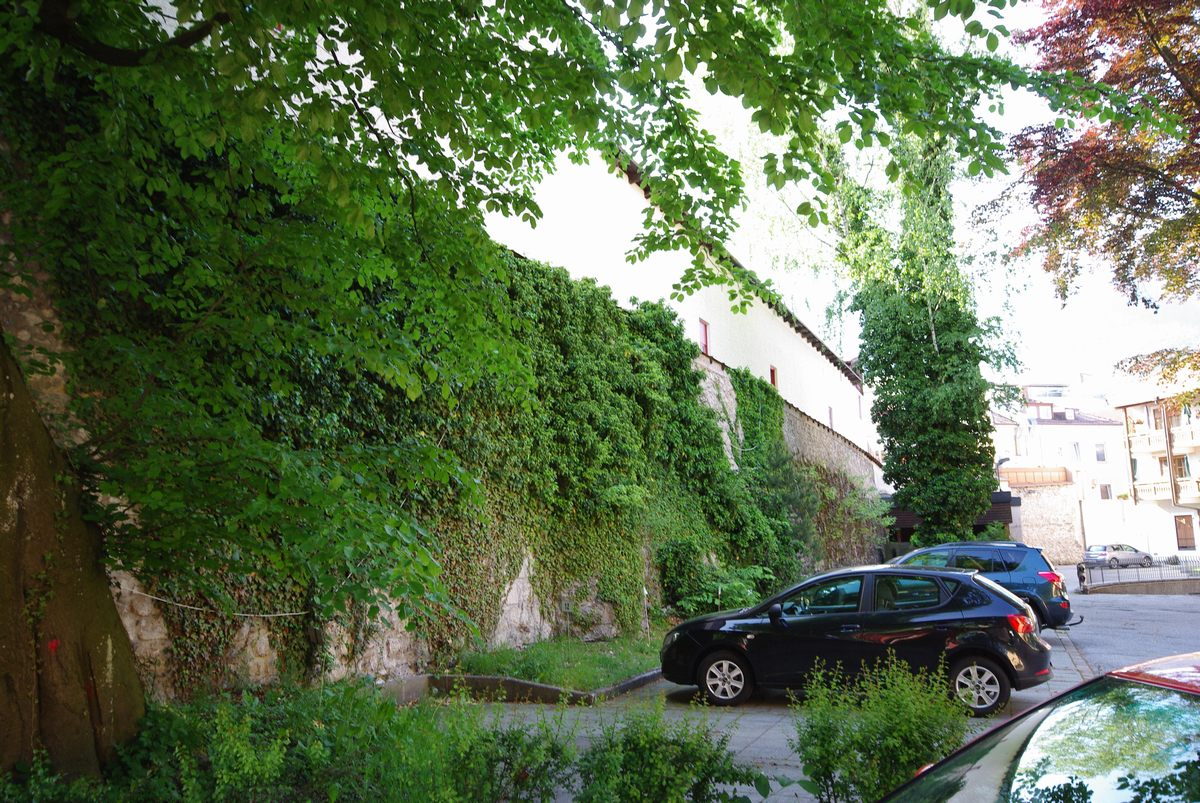
Nähe Rosengasse
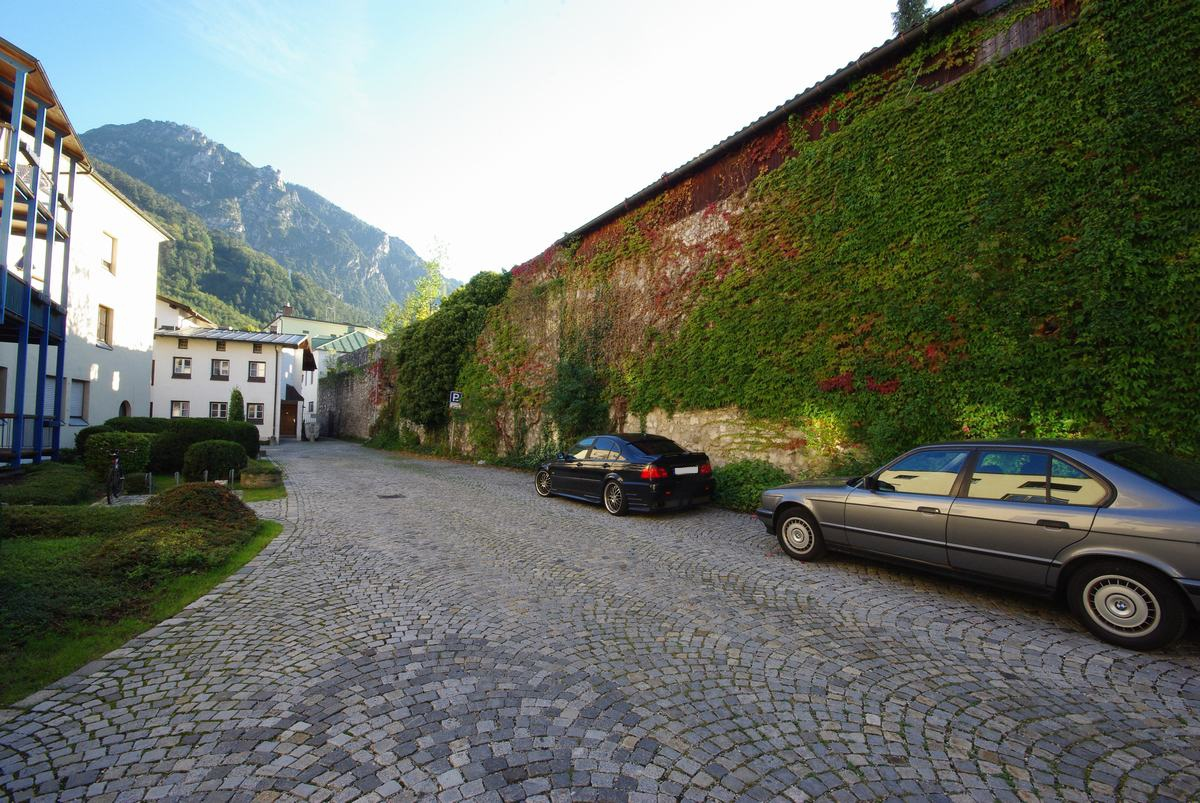
Nähe Kirchgasse
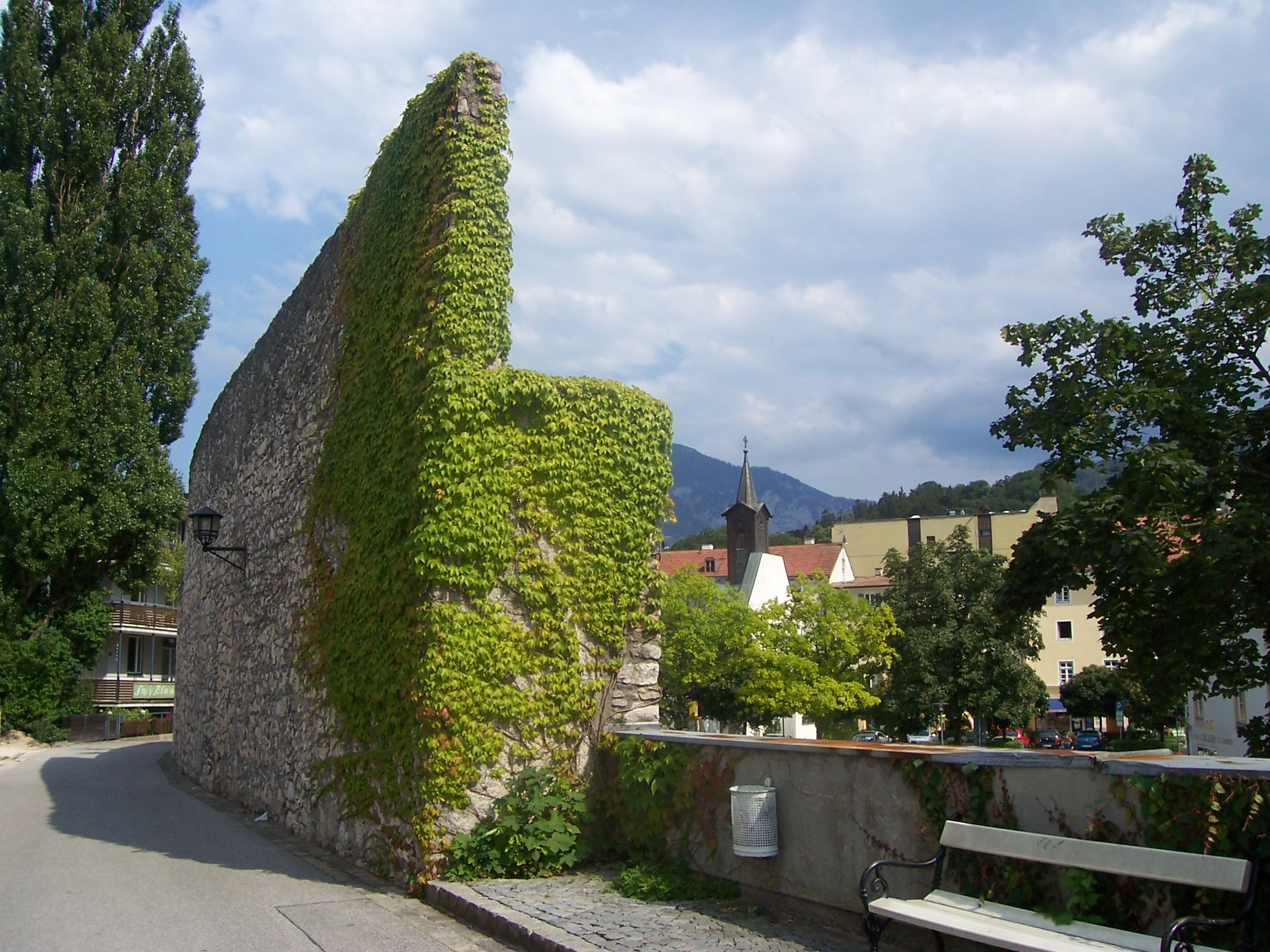
An der Forstamtstraße

## Burgtor
Das Burgtor war zwar nicht Teil der Stadtmauer, zählte jedoch im weiteren Sinne auch zur Befestigung der Stadt. Knapp einen Kilometer südlich der Stadt an der Einmündung des Kesselbachs in die Saalach befand sich an dieser Engstelle der Straße in den Pinzgau und nach Tirol das Burgtor, das auch Gebirgstor genannt wurde. Diese Befestigung wurde erstmals 1371 erwähnt. Die Anlage bestand aus einer Sperrmauer, einem Wachturm aus Holz, einem Wohnhaus für den Wärter sowie der Heilig-Kreuz-Kapelle. Bei Gefahr konnte die Brücke über den tiefen Kesselbach abgebaut werden. Im Laufe des 19. Jahrhunderts verschwand das Tor, die letzten Reste wurden im Zuge des Straßenbaus und des Baus der Staumauer für das Saalachkraftwerk Anfang des 20. Jahrhunderts abgebrochen.

## Sonstiges
Die Stadtmauer ist eine Station auf dem Reichenhaller Burgenweg. Dieser knapp 30 km lange Rundwanderweg führt zu 17 Burgen, Schlössern und Befestigungsanlagen in Bad Reichenhall und den umliegenden Gemeinden.